# Domitien II
Cet article concerne sur un usurpateur du IIIe siècle. Pour l'empereur du Ier siècle, voir Domitien.
Domitien II ou Domitianus (latin : Imperator Caesar Domitianvs Pivs Felix Avgvstvs) était un officier romain qui se proclama empereur au sein de l'Empire des Gaules.

## Biographie
Longtemps douteuse, son existence, outre une brève mention dans un texte antique en tant qu'usurpateur au début du règne d'Aurélien, a été confirmée par une première monnaie présente dans un trésor trouvé aux Cléons, près de Nantes (Loire-Atlantique) en 1900 perdue puis retrouvée, et une autre en 2009 à Chalgrove (Oxfordshire, Angleterre). Ces monnaies ont été frappées à Trèves, où se situaient la capitale et l'atelier monétaire des empereurs gaulois. Le règne, sans doute court, de Domitien II s'insère très probablement en 271, selon Richard Adby, entre celui de Victorin et celui de Tetricus Ier, ses monnaies présentant de fortes similitudes avec celles de Victorin et de Tetricus Ier. On sait que ce dernier, non militaire, fut choisi alors qu'il se trouvait encore en Gaule aquitaine et que ce choix fut contesté (comme presque toute la durée de son règne) par certaines parties de l'armée. Il est donc fort possible qu'après le meurtre de Victorin par un de ses soldats une partie des troupes, mécontentes du choix de Tetricus, aient élevé Domitien II au rang d'empereur, mais qu'il fut assez rapidement éliminé.
Enfin, ce Domitien peut-il être identifié avec l'officier de Gallien, qui avec son supérieur Auréolus élimina Macrien en Illyrie en 261 ? Bien que rien ne soit sûr, Domitien étant un nom assez courant, la chose est néanmoins possible. Auréolus, envoyé en 267 à Milan par Gallien pour garder l'Italie du Nord contre une éventuelle attaque de Postume, passa un accord avec ce dernier et fit même frapper des monnaies à son nom. Il est probable qu'il lui envoya des troupes, avec peut-être à leur tête Domitien (voire Victorin), avant d'être abattu en 268.

## Les monnaies de Domitien
Comme tout prétendant au pouvoir, Domitien II a frappé des monnaies pour payer ses soldats et s'affirmer comme empereur. La brièveté de son règne induit leur rareté.  
La première monnaie découverte en 1900 dans le trésor des Cléons dans la commune de Haute-Goulaine (Loire-Atlantique) est un antoninien de billon, de qualité inférieure aux monnaies de Postume et de Tetricus Ier. Il décrit comme suit dans le Roman Imperial Coinage
- poids 2,2 grammes
- avers IMP C DOMITANVS P F AUG, buste radié et cuirassé à droite
- revers CONCORDIA MILITVM, la Concorde debout à gauche tenant une patère et une corne d'abondance,

L'intitulé CONCORDIA MILITVM est une légende rare pour les antoniniens gaulois que l'on ne retrouve qu'au revers des antoniniens de Marius, tandis que les attributs inhabituels de la Concorde, patère et corne d'abondance, ne se retrouvent que sur des antoniniens de début de règne de Tetricus Ier.
La seconde monnaie découverte fait partie d'un trésor monétaire mis au jour en avril 2003 sur le site de Chalgrove II, à environ dix miles d'Oxford en Angleterre. Issue de la même paire de coins que l'exemplaire de Cléons, elle en confirme l'authenticité.
En 2006, un troisième spécimen du même usurpateur a été trouvé dans la région de Vidin dans le nord-ouest de la Bulgarie, par un archéologue amateur muni d'un détecteur de métaux. La pièce de Vidin - Bulgarie est différente des deux connues jusqu'à présent en France et en Angleterre. Alors qu'elles ont une image de la Concordie au revers, la monnaie bulgare a une image de la déesse Laetitia au revers. Cette pièce unique provient d'une seule trouvaille et est conservée dans le fonds du Musée national d'histoire de Sofia (dans le complexe "Boyana"), sous le n° d'inventaire 45197. (Vassilev 2019, 12-21).
La pièce de Vidin - Bulgarie est un unicum décrit comme suit : 
- avers: buste radié et cuirassé à droite: ...(IMP)...C DOMITIAN...(VS P F AUG)...;
- revers:  Laetitia debout à gauche, tenant une couronne dans la main droite, objet peu clair dans la main gauche. Légende LAET...(ITIA)... AVG. 16/18mm, 1,53g.